# فهرست قسمت‌های خانواده سوپرانو
فهرستی از قسمت‌های سریال آمریکایی خانواده سوپرانو (The Sopranos) که در شش فصل ساخته شده‌است.

## نمای کلی مجموعه
| فصل | قسمت‌ها | قسمت‌ها | تاریخ اصلی روی آنتن رفتن | تاریخ اصلی روی آنتن رفتن |
| فصل | قسمت‌ها | قسمت‌ها | اولین بار                | آخرین بار                |
| --- | ------ | ------ | ------------------------ | ------------------------ |
| ۱   | ۱۳     | ۱۳     | ۱۰ ژانویه ۱۹۹۹           | ۴ آوریل ۱۹۹۹             |
| ۲   | ۱۳     | ۱۳     | ۱۶ ژانویه ۲۰۰۰           | ۹ آوریل ۲۰۰۰             |
| ۳   | ۱۳     | ۱۳     | ۴ مارس ۲۰۰۱              | ۲۰ مه ۲۰۰۱               |
| ۴   | ۱۳     | ۱۳     | ۱۵ سپتامبر ۲۰۰۲          | ۸ دسامبر ۲۰۰۲            |
| ۵   | ۱۳     | ۱۳     | ۷ مارس ۲۰۰۴              | ۶ ژوئن ۲۰۰۴              |
| ۶   | ۲۱     | ۱۲     | ۱۲ مارس ۲۰۰۶             | ۴ ژوئن ۲۰۰۶              |
| ۶   | ۲۱     | ۹      | ۸ آوریل ۲۰۰۷             | ۱۰ ژوئن ۲۰۰۷             |

## فصل ۱
| شماره | عنوان انگلیسی                      | عنوان فارسی                | وجه تسمیه | تاریخ اکران در آمریکا |
| ----- | ---------------------------------- | -------------------------- | --- | --------------------- |
| ۱     | The Sopranos                       | خانواده سوپرانو            | آشنایی با خانواده سوپرانو | ۱۰ ژانویه ۱۹۹۹        |
| ۲     | 46 Long                            | سایز ۴۶                    | سایز ۴۶ از سایزهای کت است. تونی و دوستان کت‌هایی با این اندازه دزدیده‌اند و می‌پوشند | ۱۷ ژانویه ۱۹۹۹        |
| ۳     | Denial, Anger, Acceptance          | انکار، عصبانیت، پذیرش      | وضعیت روحی تونی سوپرانو | ۲۴ ژانویه ۱۹۹۹        |
| ۴     | Meadowlands                        | مدولندز                    | مدولندز تالابی است در شمال نیوجرزی، جایی که کریستوفر را در ارتباط با دزدی از جونیور، عموی تونی، تهدید به مرگ کردند.                                                                                 | ۳۱ ژانویه ۱۹۹۹        |
| ۵     | College                            | کالج                       | تونی مدو را با ماشین به کالج‌های مختلف می‌برد | ۷ فوریه ۱۹۹۹          |
| ۶     | Pax Soprana                        | آشتی سوپرانویی             | اشاره به آشتی رومی دارد که دوره‌ای ۲۰۰ ساله از صلح در روم باستان در زمان آگوستوس بود و تونی دربارهٔ آن به جونیور توضیح می‌دهد.                                                                         | ۱۴ فوریه ۱۹۹۹         |
| ۷     | Down Neck                          | داون نک                    | داون نک (گردن‌افتاده) نام محله‌ای در نیووارک است که تونی در آنجا بزرگ شده است. | ۲۱ فوریه ۱۹۹۹         |
| ۸     | The Legend of Tennessee Moltisanti | افسانه تنسی مولتیسانتی     | کریستوفر مولتیسانتی می‌خواهد نمایشنامه‌نویس شود و آدریانا او را با تنسی ویلیامز، نمایشنامه‌نویس سده بیستم آمریکایی مقایسه می‌کند که او هم افسرده شده‌بود.                                                | ۲۸ فوریه ۱۹۹۹         |
| ۹     | Boca                               | بوکا                       | جونیور دوست‌دختر خود را به بوکا ریتون، مکان گردشگری میانسالان در فلوریدا می‌برد. بوکا هم‌چنین در ایتالیایی معنای «دهان» می‌دهد که با موضوع این اپیزود ارتباط دارد.                                      | ۷ مارس ۱۹۹۹           |
| ۱۰    | A Hit Is a Hit                     | آهنگ پرفروش معلومه         | هش وقتی می‌خواهد به کریستوفر توضیح دهد که چرا آهنگی که آدریانا اصرار دارد از آهنگ‌های برتر است این‌طور نیست این جمله را می‌گوید.                                                                        | ۱۴ مارس ۱۹۹۹          |
| ۱۱    | Nobody Knows Anything              | هیچ‌کس چیزی نمی‌دونه         | در ارتباط با اینکه علت کمردرد پوسی معلوم نیست. | ۲۱ مارس ۱۹۹۹          |
| ۱۲    | Isabella                           | ایزابلا                    | ایزابلا نام دانشجوی تعویضی ایتالیایی است که به رویاهای تونی آمده. | ۲۸ مارس ۱۹۹۹          |
| ۱۳    | I Dream of Jeannie Cusamano        | خواب جینی کوزامانو رو دیدم | تونی که رویش نمی‌شود به دکتر ملفی بگوید در مورد او خواب اروتیک دیده می‌گوید که خواب زن همسایه، یعنی جینی کوزامانو را دیده است. نام این قسمت هم‌چنین به نام سریال قدیمی «خواب جینی را دیدم» اشاره دارد. | ۴ آوریل ۱۹۹۹          |

## فصل ۲
| شماره | عنوان انگلیسی                          | عنوان فارسی                     | وجه تسمیه | تاریخ اکران در آمریکا |
| ----- | -------------------------------------- | ------------------------------- | --- | --------------------- |
| ۱     | Guy Walks Into a Psychiatrist's Office | یه روز یه نفر می‌ره روانپزشک ... | حالت شروع گفتن یک جک را دارد و به جلسه‌های تونی پیش روانکاو اشاره دارد. | ۱۶ ژانویه ۲۰۰۰        |
| ۲     | Do Not Resuscitate                     | اجازه مرگ طبیعی                 | اجازه مرگ طبیعی یا «عدم انجام احیا» برگه‌ای است که بیمار در آمریکا و دیگر کشورها می‌تواند امضا کند. لیویای پیر که می‌شنود دخترش جنیس به دنبال ترتیب دادن چنین برگه‌ای برای او است به نیات او شک می‌کند.                                        | ۲۳ ژانویه ۲۰۰۰        |
| ۳     | Toodle-fucking-oo                      | بای بای لعنتی                   | دکتر ملفی که شبی با دوستان مست کرده‌بود در باری به تونی برمی‌خورد و به او می‌گوید «بای بای». دکتر ملفی پیش روانکاو خود از این طرز خداحافظی که با تونی کرده اظهار پشیمانی می‌کند و می‌گوید: «این بای بای لعنتی».                                | ۳۰ ژانویه ۲۰۰۰        |
| ۴     | Commendatori                           | جناب سردار                      | پاولی که با دوستان به ایتالیا رفته می‌شنود که مردان محلی همدیگر را «جناب سردار» یا «فرمانده» (لقب احترام شبیه به حاج‌آقا و غیره) صدا می‌کنند. او نیز در کافه‌ای یکی از پیران محل را این‌گونه صدا می‌زند اما جوابی نمی‌گیرد.                      | ۶ فوریه ۲۰۰۰          |
| ۵     | Big Girls Don't Cry                    | دخترهای بزرگ که گریه نمی‌کنن     | نام یکی از آهنگ‌های زمینه این قسمت است، و به گریه کردن دکتر ملفی نزد روانکاوش اشاره دارد. | ۱۳ فوریه ۲۰۰۰         |
| ۶     | The Happy Wanderer                     | علی بی‌غم                        | تونی به دکتر ملفی می‌گوید که از دیدن «علی بی‌غم‌ها» در خیابان حالش به هم می‌خورد. | ۲۰ فوریه ۲۰۰۰         |
| ۷     | D-Girl                                 | موضوع‌پیداکن                     | کریستوفر با ایمی دوست شده ولی می‌فهمد که ایده‌های نمایشنامه‌اش را دزدیده‌است و او را «موضوع‌پیداکن بی‌چشم‌ورو» خطاب می‌کند که اشاره به شغل دختران ایده‌یاب دارد.                                                                                   | ۲۷ فوریه ۲۰۰۰         |
| ۸     | Full Leather Jacket                    | کت تمام‌چرم                      | ریچی کتی تمام‌چرم به تونی هدیه می‌دهد که چشم تونی را نمی‌گیرد. سبک این نام‌گذاری هم‌چنین اشاره دارد به گلوله با روکش تمام‌فلزی که پوکه‌های آن در صحنه تیراندازی به کریستوفر بر زمین می‌ریزد.                                                      | ۵ مارس ۲۰۰۰           |
| ۹     | From Where to Eternity                 | از اینجا تا ابدیت               | اشاره دارد به نام فیلم از اینجا تا ابدیت، و به اینکه کریستوفر که از حالت کما برگشته شک می‌کند که آیا در آن حال جهنم را دیده یا برزخ را. | ۱۲ مارس ۲۰۰۰          |
| ۱۰    | Bust-Out                               | خاکشیر کردن                     | دیوی اسکاتینو که به خاطر قمار به تونی پول بدهکار است با مسئله «خاکشیر کردن» روبه‌رو می‌شود که از روش‌های مافیا برای بهره‌کشی از فروشگاه فرد بدهکار تا حد ورشکستگی است.                                                                        | ۱۹ مارس ۲۰۰۰          |
| ۱۱    | House Arrest                           | حبس خانگی                       | دایی جونیور از طرف مقامات محکوم به حبس خانگی می‌شود. تونی هم که سعی می‌کند فاصله‌ای بین خود و افرادش ایجاد کند در اصل با شرایط مشابهی روبه‌رو است.                                                                                            | ۲۶ مارس ۲۰۰۰          |
| ۱۲    | The Knight in White Satin Armor        | شوالیه با زره حریر              | ایرینا دربارهٔ بیل، نامزد آمریکایی سِوتلانا او را شوالیه با زره حریر سفید (در اصل از پارچه اطلس) می‌نامد که ترکیبی است از اصطلاح «شوالیه با زره درخشان» و نام آهنگ «شب‌ها در اطلس سفید». جنیس هم برای آمادگی ازدواج با ریچی اطلس سفید می‌پوشد. | ۲ آوریل ۲۰۰۰          |
| ۱۳    | Funhouse                               | شهر بازی                        | کارملا که تلفن دردسرساز مادر تونی را جواب می‌دهد می‌گوید: «بیا گوشی را بگیر، این شهر بازی هیچ‌وقت تعطیل نمی‌شه.» تونی، در خواب‌هایی که می‌بیند در جلوی شهر بازی «پلس امیوزمنتز»، در نیوجرسی قدم می‌زند.                                          | ۹ آوریل ۲۰۰۰          |

## فصل ۳
| شماره | عنوان انگلیسی                     | عنوان فارسی                        | وجه تسمیه | تاریخ اکران در آمریکا |
| ----- | --------------------------------- | ---------------------------------- | --- | --------------------- |
| ۱     | Mr. Ruggerio's Neighborhood       | محله آقای رویجرو                   | آقای روجریو لوله‌کش محله تونی است و افراد اف‌بی‌آی که می‌خواهند از طریق بدلسازی تیم روجریو در خانه تونی دستگاه شنود کار بگذارد می‌گویند که خانه او در «محله آقای رویجرو» قرار گرفته. | ۴ مارس ۲۰۰۱           |
| ۲     | Proshai, Livushka                 | پروشای لیوشکا                      | آوانویسی عبارت روسی Прощай, Ли́вьюшка «خداحافظ لیویای کوچک.» سوتلانا، پرستار لیویا، هنگام نوشیدن به سلامتی لیویا این عبارت را می‌گوید.                                            | ۴ مارس ۲۰۰۱           |
| ۳     | Fortunate Son                     | بچه‌مرفه                            | اشاره به آهنگ «پسر خوشبخت/بچه‌مرفه» کریدنس کلیرواتر ریوایول. این عنوان به رفتار کریستوفر، جکی جونیور و ای‌جی، در این اپیزود اشاره دارد.                                           | ۱۱ مارس ۲۰۰۱          |
| ۴     | Employee of the Month             | کارگر نمونه ماه                    | کسی که به دکتر ملفی تجاوز کرده در ساندویچ‌فروشی محل کارگر نمونه ماه است. | ۱۸ مارس ۲۰۰۱          |
| ۵     | Another Toothpick                 | یک خلال‌دندان دیگر                  | جنیس می‌گوید که مادرش هر وقت فامیل دیگری از سرطان می‌مرد می‌گفت «یه خلال دندون دیگه افتاد» که به لاغری و نحیفی بدن سرطان‌گرفته‌ها اشاره دارد.                                        | ۲۵ مارس ۲۰۰۱          |
| ۶     | University                        | دانشگاه                            | موضوع این داستان حول دانشگاه رفتن مدو می‌گردد. | ۱ آوریل ۲۰۰۱          |
| ۷     | Second Opinion                    | نیاز به مشاوره دوم                 | دایی جونیور نیاز به مشاوره دوم پزشکی پیدا می‌کند و کارملا هم از یک روان‌درمان مشاوره دوم می‌خواهد.                                                                                 | ۸ آوریل ۲۰۰۱          |
| ۸     | He Is Risen                       | برخاسته از فنا                     | می‌تواند به دست یافتن رالفی به منصب سرکردگی در گروه مافیا اشاره داشته باشد یا به بیدار شدن‌های دوست‌پسر جنیس که به بیماری حمله خواب دچار است.                                      | ۱۵ آوریل ۲۰۰۱         |
| ۹     | The Telltale Moozadell            | موتزارلای رازگو                    | عنوانی با الهام از رمان قلب رازگو، نوشته ادگار الن پو، با اشاره به پیتزای موتزارلا که باعث لو رفتن ای‌چی پیش پلیس می‌شود؛ و اشاراتی دیگر.                                         | ۲۲ آوریل ۲۰۰۱         |
| ۱۰    | To Save Us All from Satan's Power | تا همه‌مان را از چنگ شیطان نجات دهد | اشاره به بیتی در یک شعر کریسمسی به نام خدا دلتان را شاد دارد، ای مردان متشخص | ۲۹ آوریل ۲۰۰۱         |
| ۱۱    | Pine Barrens                      | پاین برنز                          | منطقه جنگلی پاین برنز (کاجستان) در ایالت نیوجرزی جایی است که پاولی و کریستوفر جسد والری را به آن می‌برند.                                                                        | ۶ مه ۲۰۰۱             |
| ۱۲    | Amour Fou                         | عشق دیوانه                         | دکتر ملفی برای توصیف رابطه تونی و گلوریا از این عبارت استفاده می‌کند. | ۱۳ مه ۲۰۰۱            |
| ۱۳    | Army of One                       | ارتش یک‌نفره                        | سرگرد زوینگلی در مورد دانشجوها این عبارت را استفاده می‌کند. | ۲۰ مه ۲۰۰۱            |

## فصل ۴
| شماره | عنوان انگلیسی                    | عنوان فارسی | وجه تسمیه | تاریخ اکران در آمریکا |
| ----- | -------------------------------- | --- | --- | --------------------- |
| ۱     | For All Debts Public and Private | برای پرداخت همه بدهی‌ها، عمومی یا خصوصی | عبارتی است که بر روی اسکناس‌های دلار دیده می‌شود؛ یک اسکناس بیست‌دلاری در آخر این قسمت با نمای نزدیک دیده می‌شود. | ۱۵ سپتامبر ۲۰۰۲       |
| ۲     | No Show                          | بدون حضور | بی‌حوصلگی اخیر میدو، که به دلیل مرگ جکی جونیور ایجاد شده، همچنان تونی و کارملا را نگران می‌کند. او فاش می‌کند که برای کلاس‌ها ثبت‌نام نکرده است زیرا امیدوار است با یکی از دوستانش به اروپا سفر کند. تونی این مشکل را با دکتر ملفی در میان می‌گذارد، که او یک روانشناس، دکتر وندی کوبلر، متخصص در نوجوانان را توصیه می‌کند. کوبلر برنامه‌های میدو را تشویق می‌کند و باعث یک مشاجره خانوادگی طولانی می‌شود که در آن میدو در مورد حرفه‌اش با تونی روبرو می‌شود. او ادعا می‌کند که هر کاری از دستش بر می‌آمده برای نجات جکی انجام داده است. او خانه را ترک می‌کند و والدینش می‌ترسند که او کشور را ترک کرده باشد، اما بعداً مشخص می‌شود که او به جای آن به کلاس‌هایش در دانشگاه کلمبیا بازگشته است. | ۲۲ سپتامبر ۲۰۰۲       |
| ۳     | Christopher                      | کریستوفر | سیلویو می‌خواهد علیه بومیان آمریکایی که به رژه روز کلمب اعتراض می‌کنند، اقدام کند، زیرا معتقد است که اقدامات آنها توهین به ایتالیایی-آمریکایی‌ها است. وقتی او، پتسی و آرتی بدون تأیید تونی سعی می‌کنند اعتراض را متفرق کنند، لیتل پالی و چند نفر دیگر زخمی می‌شوند. رالفی، رهبر اعتراض، پروفسور دل ردکلی، را تهدید می‌کند که اعلام خواهد کرد که کدی آیرون آیز، یکی از چهره‌های محبوب بومیان آمریکا، در واقع یک ایتالیایی-آمریکایی بوده است. تونی با درخواست ناموفق از ران زلمن، نماینده مجلس و یک رئیس قبیله سرخپوستان، ردکلی را متقاعد می‌کند که اعتراض را لغو کند. رئیس قبیله تونی و خدمه‌اش را به کازینوی خود دعوت می‌کند. هم رژه و هم اعتراض بدون دخالت اوباش برگزار می‌شود که سیلویو را ناراحت می‌کند. تونی با قاطعیت به سیلویو استدلال می‌کند که دستاوردهای او از طریق توانایی‌های خودش، نه از طریق میراثش، به دست آمده است و این ایده را که همه به یک گروه قربانی تعلق دارند، تحقیر می‌کند.                                                                        | ۲۹ سپتامبر ۲۰۰۲       |
| ۴     | The Weight                       | وزن | جانی از شوخی رالفی در مورد جینی بسیار عصبانی می‌شود و این باعث می‌شود که به یکی از اعضای گروه رالفی که در یک بار با او روبرو می‌شود، وحشیانه حمله کند. وقتی تونی با او روبرو می‌شود، او را به خاطر خلق و خوی بدش سرزنش می‌کند، اما همچنین می‌گوید که همسر "روبنسکی" خود را دوست دارد. به دستور تونی، رالفی با جانی تماس می‌گیرد تا سعی کند صلح برقرار کند، اما عذرخواهی بی‌رمقی می‌کند. جانی این را به عنوان اعتراف به گناه تلقی می‌کند و بیشتر عصبانی می‌شود. | ۶ اوکتبر ۲۰۰۲         |
| ۵     | Pie-O-My                         | پایومی (اسم اسبی که برای تونی خیلی مهم بود، علاقهٔ بی حد تونی به این اسب و همزمان ناچیز شمردن جان انسانها نشان از جامعه ستیز بودن وی داشت. | آدریانا متوجه می‌شود که باشگاهش کاملاً متعلق به خودش نیست، زیرا تونی و گروهش آزادانه از اتاق‌های پشتی برای تجارت استفاده می‌کنند. دستیاران او در اف‌بی‌آی، از جمله رابط جدیدش، رابین سانسورینو، او را برای اطلاعات تحت فشار قرار می‌دهند. آنها به او می‌گویند که کریستوفر با جنایتکاران خطرناک در ارتباط است و او می‌تواند به او کمک کند. آنها همچنین باعث می‌شوند که آدریانا شک کند که ریچی و پوس تحت حمایت شاهد هستند. او اطلاعات کمی در مورد پتسی می‌دهد. در خانه، او با هروئین استرس خود را تسکین می‌دهد. | ۱۳ اوکتبر ۲۰۰۲        |
| ۶     | Everybody Hurts                  | همه درد می‌کشند | کارملا به تونی می‌گوید که «آن فروشنده‌ی خوب» گلوریا تریلو (معشوقه‌ی سابقش) خودکشی کرده است. تونی برای کسب اطلاعات بیشتر به نمایشگاه ماشین می‌رود، سپس با عصبانیت با دکتر ملفی روبرو می‌شود، که توضیح می‌دهد نباید او یا خودش را به خاطر مرگش سرزنش کند. | ۲۰ اوکتبر ۲۰۰۲        |
| ۷     | Watching Too Much Television     | تماشای بیش از حد تلویزیون | آدریانا این ایده را از یک سریال جنایی تلویزیونی می‌گیرد که همسران را نمی‌توان مجبور به شهادت علیه یکدیگر کرد، بنابراین با پیشنهاد ازدواج، پس از دو سال نامزدی، کریستوفر را غافلگیر می‌کند. اما وقتی آدریانا اعتراف می‌کند که ممکن است نتواند بچه‌دار شود، او با عصبانیت از آنجا می‌رود. تونی و سیلویو او را ترغیب می‌کنند که در هر صورت با او ازدواج کند. کریستوفر که تحت تأثیر هروئین قرار گرفته است، از عصبانیت خود عذرخواهی می‌کند و به او می‌گوید که با او ازدواج خواهد کرد. اما آدریانا از یک وکیل می‌فهمد که این سریال تلویزیونی اشتباه بوده است: در یک محاکمه بزرگ، می‌توان او را مجبور به شهادت کرد. در جشن عروسی‌اش، او با ناراحتی هدایایش را باز می‌کند. | ۲۷ اوکتبر ۲۰۰۲        |
| ۸     | Mergers and Acquisitions         | ادغام‌ها و اکتساب‌ها | نوچی، مادر پائولی، به خانه سالمندان گرین گروو نقل مکان می‌کند و مشتاق است تا با دوستان قدیمی‌اش، از جمله کوکی سیریلو، باشد. اما کوکی گروه خودش را دارد و نوچی طرد شده است. پائولی به دیدار پسر کوکی، چاکی، می‌رود که قبلاً او را در مدرسه می‌شناخته است؛ او اکنون مدیر مدرسه است. چاکی چمدانی به او می‌دهد و با قاطعیت از او می‌خواهد که مادرش را متقاعد کند که دوستانه‌تر رفتار کند. هیچ چیز تغییر نمی‌کند. سپس بنی و پائولی کوچک به ملاقات چاکی می‌روند که او را در مدرسه تعقیب می‌کنند و دست راستش را می‌شکنند. همسر چاکی تهدید می‌کند که اگر کوکی با نوچی آشتی نکند، او را از خانه سالمندان بیرون می‌برد. | ۳ نوامبر ۲۰۰۲         |
| ۹     | Whoever Did This                 | هر کی این کار را کرد | جونیور پس از اینکه میکروفون بوم باعث افتادنش از پله‌های دادگاه می‌شود، دچار ضربه مغزی شده و در بیمارستان بستری می‌شود. او خیلی زود بهبود می‌یابد و از بستری شدن در بیمارستان به عنوان استراحتی پس از محاکمه RICO لذت می‌برد. تونی این را به عنوان یک مزیت بالقوه تشخیص می‌دهد و جونیور را متقاعد می‌کند که در جلسات رسیدگی به صلاحیتش وانمود به زوال عقل کند. او اجرای خوبی ارائه می‌دهد، اما در خفا علائم واقعی زوال عقل را نشان می‌دهد. | ۱۰ نوامبر ۲۰۰۲        |
| ۱۰    | The Strong, Silent Type          | آدم محکم و تودار | یک هفته پس از «ناپدید شدن» رالفی، هنوز هیچ خبری از او نیست. آلبرت در یک شام با سیلویو و پتسی، سوءظن خدمه را مبنی بر اینکه تونی رالفی را به خاطر یک اسب کشته است، ابراز می‌کند. در یک جلسه، جانی از تونی می‌خواهد که نیویورک را در جریان کلاهبرداری HUD قرار دهد. وقتی تونی امتناع می‌کند، جانی او را تهدید می‌کند. تونی جلسه‌ای با اعضای کلیدی خانواده تشکیل می‌دهد و ادعا می‌کند که جانی، رالفی را به خاطر کلاهبرداری HUD کشته است. او تأکید می‌کند که تا زمانی که مدرکی نداشته باشند، هیچ اقدامی نباید انجام شود. | ۱۷ نوامبر ۲۰۰۲        |
| ۱۱    | Calling All Cars                 | فراخوان همه ی ماشین ها | تونی خواب می‌بیند: او در عقب کادیلاک قدیمی پدرش سوار است که کارملا آن را می‌راند و رالفی هم کنارش است. یک کرم ابریشم روی سر طاس رالفی است، سپس یک پروانه. تونی ابتدا گلوریا را می‌بیند که کنار خودش نشسته است، سپس سوتلانا. تونی این خواب را با دکتر ملفی در میان می‌گذارد، که می‌گوید این خواب نشان می‌دهد که کارملا کنترل اوضاع را در دست دارد و تونی می‌خواهد تغییرات زندگی دیگران در ماشین را با او هماهنگ کند. اما تونی از درمان خود ناراضی است و تعبیر او را رد می‌کند. در جلسه بعدی، او اعتراف می‌کند که سوتلانا با او به هم زده است زیرا فکر می‌کند که او "خیلی وسواسی" است و کنار آمدن با او از نظر عاطفی بسیار سخت است. این بعد از چهار سال درمان است. اگرچه ملفی به او می‌گوید که باید ادامه دهد، اما او می‌گوید که دیگر تمام شده است. او پیشنهاد می‌دهد که با او دست بدهد؛ او گونه‌اش را می‌بوسد و می‌رود. | ۲۴ نوامبر ۲۰۰۲        |
| ۱۲    | Eloise                           | الوئیز | در محاکمه جونیور، بابی با دقت یکی از اعضای هیئت منصفه را انتخاب می‌کند که حلقه ازدواج به دست داشته باشد. یوجین و داگسی با کلماتی که با دقت انتخاب شده‌اند، او را مرعوب می‌کنند. | ۱ دسامبر ۲۰۰۲         |
| ۱۳    | Whitecaps                        | وایت کپس اسم خونهٔ کنار ساحل | با تعطیلی پروژه اسپلاناد، جانی نگران درآمد از دست رفته‌اش است. تونی از اقدام علیه کارمین خودداری می‌کند، اما وقتی جانی امتیازات سخاوتمندانه‌ای ارائه می‌دهد، تسلیم می‌شود. کریستوفر با وضعیت بهتر و نگرشی مثبت از مرکز ترک اعتیاد بازمی‌گردد. تونی از او می‌خواهد که با کارمین معامله کند و آن را به عنوان "یک کار خارجی" جلوه دهد؛ کریستوفر به دو دلال هروئین پول می‌دهد و دستورالعمل‌های مربوط به قتل را ارائه می‌دهد. با این حال، کارمین به طور غیرمنتظره‌ای نظر خود را تغییر می‌دهد و پیشنهاد مذاکره می‌دهد. او موافقت می‌کند که فقط ۱۵٪ را بپذیرد و در عین حال از کارمین کوچک به خاطر نقشش در مذاکرات تمجید می‌کند. اگرچه جانی هنوز قصد دارد قتل را انجام دهد، تونی تصمیم می‌گیرد که این کار را نکند و به کریستوفر دستور می‌دهد که مزدوران را ساکت کند - بکشد. وقتی تونی و جانی دوباره با هم ملاقات می‌کنند، جانی از تونی به خاطر عقب‌نشینی از توافقشان ابراز نارضایتی و خشم می‌کند. تونی می‌گوید که هنوز او را دوست خود می‌داند. آنها بدون گرمی یکدیگر را در آغوش می‌گیرند. | ۸ دسامبر ۲۰۰۲         |

## فصل ۵
| شماره | عنوان انگلیسی                | عنوان فارسی           | وجه تسمیه | تاریخ اکران در آمریکا |
| ----- | ---------------------------- | --------------------- | --- | --------------------- |
| ۱     | Two Tonys                    | دو جور تونی           | بابی باکالیری و جنیس اکنون ازدواج کرده‌اند. یک سال پس از جدایی، تونی در خانه سابق مادرش زندگی می‌کند. | ۷ مارس ۲۰۰۴           |
| ۲     | Rat Pack                     | دار و دسته موش‌ها      | کارمین می‌میرد؛ کارمین کوچک و جانی هر دو ادعا می‌کنند که جانشین او به عنوان رئیس خانواده لوپرتازی هستند. تونی با جک ماسارونه ملاقات می‌کند، که نقاشی از گروه موش‌ها را به او هدیه می‌دهد. تونی در ابتدا نمی‌داند که اکنون او یک خبرچین اف‌بی‌آی است؛ او این خبر را از منبعی از پتسی دریافت می‌کند. تونی جلسه دیگری ترتیب می‌دهد و ماسارونه را در آغوش می‌گیرد و سعی می‌کند سیمی را که در کلاه بیسبالش پنهان شده است، پیدا کند. او نمی‌داند چه فکری کند، اما متوجه می‌شود که ماسارونه حرف ناجوری زده است: او از تونی به خاطر کاهش وزنش تعریف کرده است. تونی شب بی‌قراری را سپری می‌کند، سپس به سمت پل هوایی پولاسکی رانندگی می‌کند و نقاشی ماسارونه را به رودخانه پایین می‌اندازد. روز بعد ماسارونه مرده در صندوق عقب ماشینش پیدا می‌شود. | ۱۴ مارس ۲۰۰۴          |
| ۳     | Where's Johnny?              | جانی کجاست؟           | سال ویترو، باغبانی که دهه‌هاست در محله‌ی خاصی کار می‌کند، توسط فیچ مطلع می‌شود که آن محله اکنون متعلق به برادرزاده‌اش، گری لا مانا، است. وقتی سال او را پس می‌زند، فیچ وحشیانه دست راستش را می‌شکند، اما تونی بی مداخله می‌کند و به او یادآوری می‌کند که در آزادی مشروط است. پالی از این حمله مطلع می‌شود و به سال می‌گوید که می‌تواند با چند درصد تخفیف اوضاع را درست کند. | ۲۱ مارس ۲۰۰۴          |
| ۴     | All Happy Families           | همه خانواده‌های خوشبخت | در نیویورک، لورین و جیسون پس از اینکه از دادن اموالشان به جانی امتناع می‌کنند، توسط بیلی و جویی پیپس به قتل می‌رسند. راستی میلیو، دیگر کاپیتان، به کارمین کوچک توصیه می‌کند که اقدامات تهاجمی انجام دهد. تونی به کاپیتان‌ها و سربازانش توصیه می‌کند که در نزاع نیویورک دخالت نکنند. | ۲۸ مارس ۲۰۰۴          |
| ۵     | Irregular Around the Margins | کناره‌های نامیزون      | تونی یک خال را برداشته است که بعداً مشخص می‌شود سرطان پوست فلسی است. آدریانا به دلیل سندرم روده تحریک‌پذیر ناشی از استرس تحت درمان است. تونی زمان بیشتری را در باشگاه خود می‌گذراند و کریستوفر که برای کار قاچاق سیگار به کارولینای شمالی سفر می‌کند، در دفتر او با او تنها است. این دو به دلیل مشکلات اخیر با هم ارتباط برقرار می‌کنند و با هم کوکائین مصرف می‌کنند. حال و هوا صمیمی می‌شود؛ آنها تقریباً یکدیگر را می‌بوسند، اما رابطه‌شان قطع می‌شود. این حادثه تونی را مجبور می‌کند تا روان‌درمانی خود را از سر بگیرد. او به دکتر ملفی می‌گوید که رابطه با آدریانا منجر به مشکلاتی با کریس و کارملا خواهد شد. ملفی تونی را به خاطر انجام ندادن اقدامی که عواقب مضری داشته باشد، تحسین می‌کند و آن را یک پیشرفت در درمان خود می‌داند. | ۴ آوریل ۲۰۰۴          |
| ۶     | Sentimental Education        | آموزش احساسات         | تونی مراقبت از ای.جی. را که به کارملا بازگردانده شده، به طور زیادی دشوار می‌بیند. تونی به او اجازه می‌دهد به شرطی که نمرات و رفتارش را بهبود بخشد، به خانه برگردد. کارملا به دیدن رابرت وگلر در مدرسه می‌رود و موافقت می‌کند که شب بعد با او شام بخورد. بعد از شام، آنها به خانه او می‌روند و رابطه جنسی برقرار می‌کنند. کارملا برای ناهار با پدر فیل اینتینتولا ملاقات می‌کند و از رابطه جدیدش برایش می‌گوید. پدر فیل به او یادآوری می‌کند که در برابر خدا به شوهرش متعهد شده است. با این حال، او حتی پس از اعتراف رسمی به پدر فیل، به رابطه‌اش ادامه می‌دهد. | ۱۱ آپریل ۲۰۰۴         |
| ۷     | In Camelot                   | در کاملوت             | عمه تونی، کونستا، فوت می‌کند. پس از مراسم تشییع جنازه، بر سر مزار پدرش، او به طور اتفاقی با فران فلستین، رفیق قدیمی پدرش جانی بوی، ملاقات می‌کند. آنها همچنان با هم ملاقات می‌کنند و تونی از طریق او اطلاعات بیشتری در مورد پدرش کسب می‌کند. او می‌فهمد که جانی بوی، تحت فشار مادرش لیویا، سگ دوران کودکی‌اش، تیپی، را از او گرفته است؛ او آن را به فران داده و تیپی سگ پسرش شده است. فران همچنین جونیور را به یاد می‌آورد که به گفته تونی، تقریباً او را تعقیب می‌کرده است. جونیور به تونی می‌گوید که عاشق او بوده اما به اندازه کافی جسور نبوده که به او بگوید. فران همچنین در مورد یک رابطه عاشقانه با رئیس جمهور جان اف کندی برای تونی تعریف می‌کند. | ۱۸ آپریل ۲۰۰۴         |
| ۸     | Marco Polo                   | مارکوپولو             | پس از تعقیب و گریز اخیر، تونی با جانی ملاقات می‌کند و موافقت می‌کند که خسارت وارده به ماشین فیل را بپردازد. برای کنترل هزینه‌ها، او کار را در تعمیرگاه بدنه مرحوم بیگ پوسی بونپنسیرو که اکنون توسط بیوه‌اش، آنجی، اداره می‌شود، انجام می‌دهد. وقتی کار تمام می‌شود، فیل درخواست تعمیرات بیشتر برای نقص‌های بی‌اهمیت را می‌کند. | ۲۵ آپریل ۲۰۰۴         |
| ۹     | Unidentified Black Males     | مردان سیاه‌پوست ناشناس | تونی متوجه آسیب‌دیدگی پای تونی بی می‌شود و آن را به تلاش برای حمله توسط چند مرد سیاه‌پوست نسبت می‌دهد. روز بعد، پس از اینکه جانی به او اطلاع می‌دهد که قاتل جویی پیپس لنگ می‌زند، تونی از شدت وحشت تقریباً از حال می‌رود. تونی بی پس از مواجهه با او، با آرامش دخالت خود را انکار می‌کند. تونی که از وضعیت مالی بد پسرعمویش آگاه است، تصمیم می‌گیرد او را به یک کازینوی غیرقانونی در خیابان بلومفیلد بفرستد و کاری کند که او به خواسته‌اش برسد. کریستوفر از این تبعیض رنجیده خاطر می‌شود. | ۲ می ۲۰۰۴             |
| ۱۰    | Cold Cuts                    | غذاهای سرد            | تونی و جانی در مورد گم شدن محموله‌ای از اسکوترهای وسپای قاچاق که قرار بود توسط خدمه کارلو گرواسی دریافت و بین دو خانواده تقسیم شود، با هم ملاقات می‌کنند. جانی هرگونه اطلاعی از وسپاها را انکار می‌کند و به انکار مداوم تونی مبنی بر دخالت تونی بی در حمله به جویی پیپس اشاره‌ای کنایه‌آمیز می‌کند. تونی مشکوک می‌شود که جانی محموله را برای خودش ضبط کرده و بنی و یکی از اعضای خدمه کارلو را برای تحقیق به بندر می‌فرستد. آنها به طرز وحشیانه‌ای از یک نگهبان امنیتی بازجویی می‌کنند که به آنها می‌گوید فیل اسکوترها را برده است. محموله‌ای از پنیرهای گران‌قیمت ایتالیایی در راه است. تونی از ترس ضررهای مالی بیشتر، در مقابل خدمه‌اش عصبانی می‌شود. | ۹ می ۲۰۰۴             |
| ۱۱    | The Test Dream               | رویای آزمون           | والنتینا، رفیق تونی، که برای او آشپزی می‌کند، به‌طور تصادفی آستین کیمونوی نایلونی او را آتش می‌زند و به‌شدت می‌سوزد. پس از ملاقات با تونی در بخش سوختگی بیمارستان، او به تونی بی مراجعه می‌کند. تونی متوجه می‌شود که پسرعمویش رفتار نامنظمی دارد اما دلیل آن را نمی‌داند. تونی بی به‌تازگی فهمیده است که آنجلو گارپه، هم‌سلولی سابق و دوست صمیمی‌اش، توسط فیل و بیلی لئوتاردو به قتل رسیده است. تونی بی می‌گوید که باید به‌زودی به همراه پسرانش آنجا را ترک کند، بنابراین تونی خودش آنجا را ترک می‌کند. | ۱۶ می ۲۰۰۴            |
| ۱۲    | Long Term Parking            | پارکینگ طولانی مدت    | کارمین کوچک از خشونت فزاینده جنگ مافیایی نیویورک عقب‌نشینی می‌کند و جانی رئیس جدید خانواده لوپرتازی می‌شود. در یک ملاقات با تونی، جانی و فیل هر دو خویشاوندان خونی او را تهدید می‌کنند. جانی می‌گوید که تونی بی را "به شدت" می‌خواهد. تونی بی در خفا با تونی تماس می‌گیرد تا عذرخواهی کند. تونی به او می‌گوید که برنگردد و می‌گوید که از پسرانش مراقبت خواهد کرد. او همچنین اعتراف می‌کند که چرا در ربودن تونی بی که ۱۷ سال پیش دستگیر شده بود، حضور نداشته است و می‌گوید که همیشه احساس گناه می‌کرده است. "حالا دیگر مساوی شدیم." آنها با پایان دادن به تماس، به یکدیگر می‌گویند که مراقب باشند. سپس تونی تماس را ردیابی می‌کند و متوجه می‌شود که تونی بی در شمال ایالت نیویورک، نزدیک خانه عمویشان که اکنون خالی شده است، است. تونی به جانی می‌گوید که می‌داند تونی بی کجاست و چه کاری باید انجام شود. جانی از اینکه اجازه دهد تونی خودش این کار را انجام دهد خودداری می‌کند و اظهار می‌کند که تونی بی در اختیار فیل خواهد بود. تونی متعاقباً از دادن محل تونی بی خودداری می‌کند و جلسه با خصومت به پایان می‌رسد. | ۲۳ می ۲۰۰۴            |
| ۱۳    | All Due Respect              | با کمال احترام        | ای.جی. با یکی از دوستانش مهمانی ترتیب می‌دهد و در نهایت هر کدام ۳۰۰ دلار سود می‌کنند. کارملا به تونی می‌گوید که ای.جی از مشاور راهنمایش پرسیده که کدام دانشگاه‌ها برای تحصیل در رشته برنامه‌ریزی رویدادها مناسب هستند. آنها با این واقعیت که پسرشان حداقل «درباره چیزی هیجان‌زده است» کمی آرامش پیدا می‌کنند. | ۶ ژوئن ۲۰۰۴           |

## فصل ۶
| شماره | عنوان انگلیسی                     | عنوان فارسی                      | وجه تسمیه | تاریخ اکران در آمریکا |
| ----- | --------------------------------- | -------------------------------- | --------- | --------------------- |
| ۱     | Members Only                      | فقط اعضا                         |           | ۱۲ مارس ۲۰۰۶          |
| ۲     | Join the Club                     | به باشگاه بپیوندید               |           | ۱۹ مارس ۲۰۰۶          |
| ۳     | Mayham                            | میهام                            |           | ۲۶ مارس ۲۰۰۶          |
| ۴     | The Fleshy Part of the Thigh      | قسمت گوشتی ران                   |           | ۲ آپریل ۲۰۰۶          |
| ۵     | Mr. & Mrs. John Sacrimoni Request | درخواست آقا و خانم جان ساکریمونی |           | ۹ آپریل ۲۰۰۶          |
| ۶     | Live Free or Die                  | آزاد زندگی کن یا بمیر            |           | ۱۶ آپریل ۲۰۰۶         |
| ۷     | Luxury Lounge                     | سالن لوکس                        |           | ۲۳ آپریل ۲۰۰۶         |
| ۸     | Johnny Cakes                      | کیک‌های جانی                      |           | ۳۰ آپریل ۲۰۰۶         |
| ۹     | The Ride                          | سواری                            |           | ۷ می ۲۰۰۶             |
| ۱۰    | Moe n' Joe                        | مو و جو                          |           | ۱۴ می ۲۰۰۶            |
| ۱۱    | Cold Stones                       | سنگ‌های سرد                       |           | ۲۱ می ۲۰۰۶            |
| ۱۲    | Kaisha                            | کایشا                            |           | ۴ ژوئن ۲۰۰۶           |
| ۱۳    | Soprano Home Movies               | فیلم‌های خانگی سوپرانو            |           | ۸ آپریل ۲۰۰۷          |
| ۱۴    | Stage ۵                           | مرحله ۵                          |           | ۱۵ آپریل ۲۰۰۷         |
| ۱۵    | Remember When                     | به یاد داشته باش چه زمانی        |           | ۲۲ آپریل ۲۰۰۷         |
| ۱۶    | Chasing It                        | تعقیب آن                         |           | ۲۹ آپریل ۲۰۰۷         |
| ۱۷    | Walk Like a Man                   | مثل یک مرد راه برو               |           | ۶ می ۲۰۰۷             |
| ۱۸    | Kennedy and Heidi                 | کندی و هایدی                     |           | ۱۳ می ۲۰۰۷            |
| ۱۹    | The Second Coming                 | آمدن دوم                         |           | ۲۰ می ۲۰۰۷            |
| ۲۰    | The Blue Comet                    | دنباله‌دار آبی                    |           | ۳ ژوئن ۲۰۰۷           |
| ۲۱    | Made in America                   | ساخت آمریکا                      |           | ۱۰ ژوئن ۲۰۰۷          |